# Sint-Jozefkerk (Hamburg-St. Pauli)
De rooms-katholieke Sint-Jozefkerk (Duits: St.-Joseph-Kirche) is een aan de Große Freiheit gelegen barok kerkgebouw in de wijk der Kiez in Sankt Pauli, een stadsdeel van Hamburg. Het kerkgebouw is tegenwoordig in gebruik door de Poolse gemeenschap van Hamburg.

## Voorgeschiedenis
Altona, tegenwoordig Hamburgs meest westelijke district, was tot ver in de 20e eeuw een zelfstandige stad. Vroeger behoorde Altona met het hertogdom Holstein tot het Heilig Roomse Rijk, maar sinds 1460 waren de Deense koningen eveneens hertogen van Holstein. De Deense koning Frederik III verleende in 1658 in zijn hoedanigheid van hertog aan Altona het privilege van geloofsvrijheid en wees op de Große Freiheit een bouwterrein aan voor de oprichting van een katholieke kerk. De Deense koningen waren zich in tegenstelling van het naburige Hamburg bewust van de voordelen die de vrijheid van geloof en handelsvrijheid boden: de geloofsvluchtelingen en de ambachtslieden die geen lid waren van een gilde zouden een belangrijke bijdrage leveren aan de ontwikkeling van Altona.

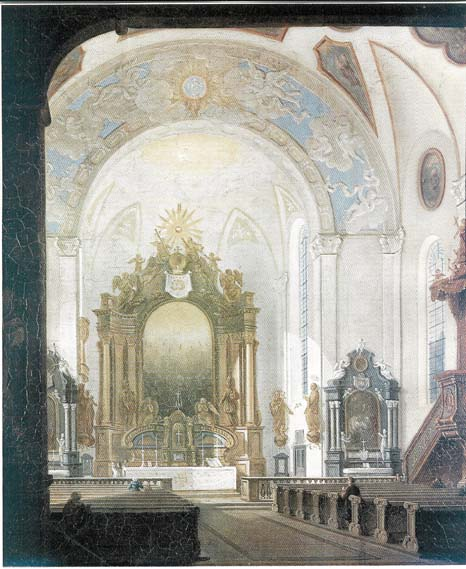
De kerk omstreeks 1850

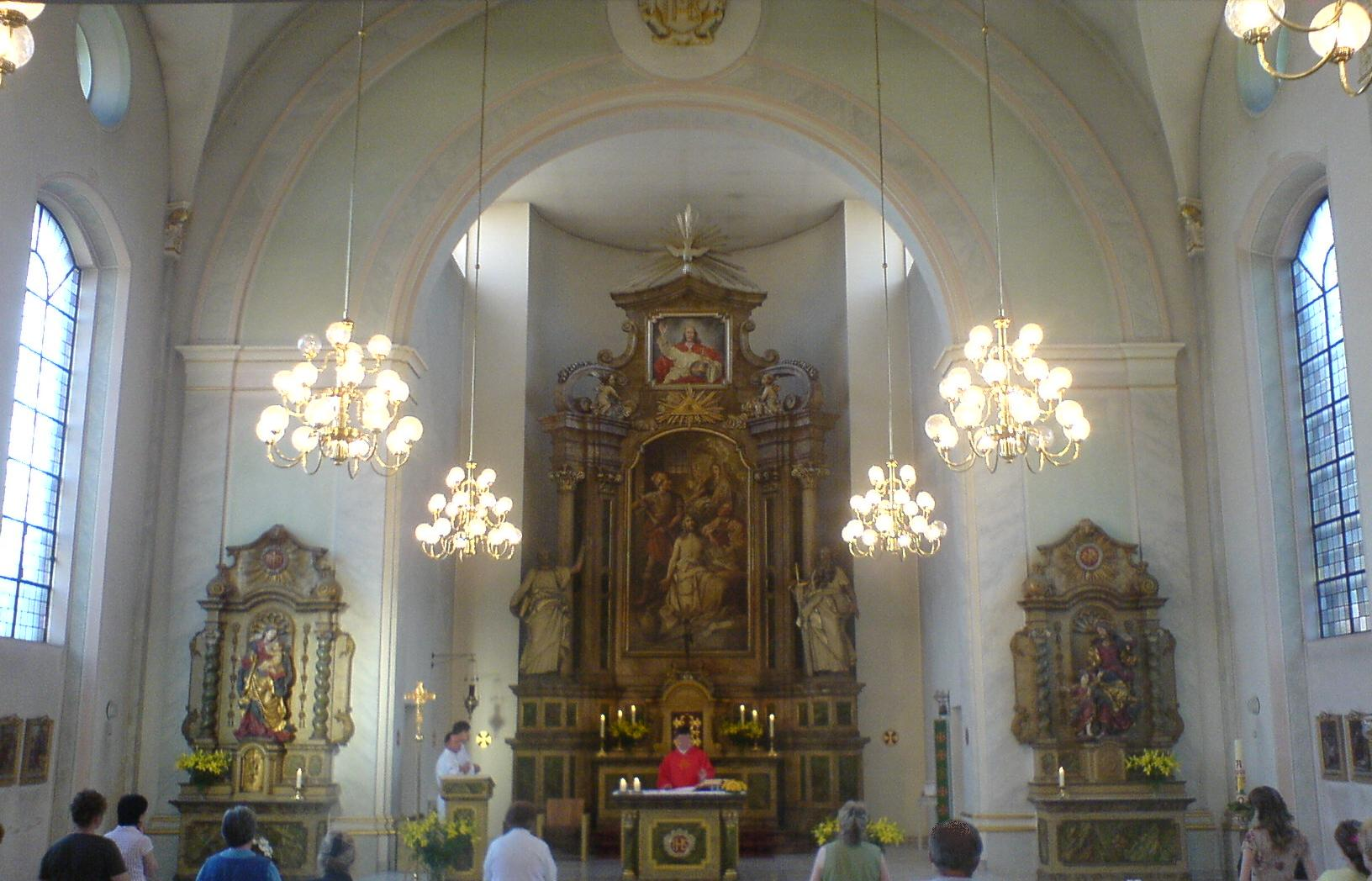
De huidige barokke altaren

De katholieke parochie werd reeds in 1594 gesticht, die vanaf 1660 een kapel aan de Große Freiheit bezat. Deze eerste kapel werd bij een grote stadsbrand in 1713 tijdens de Grote Noordse Oorlog verwoest. Vanaf 1718 werd met de bouw van een tweede katholieke kerk begonnen. Deze aan Jozef van Nazareth gewijde kerk werd na de reformatie de eerste katholieke kerk van Noord-Duitsland.

## de Sint-Jozefkerk
De bouwwerkzaamheden aan de nieuwe kerk begonnen in 1718 en duurden tot 1721. Als bouwmeester vermoedt men de uit Oostenrijk afkomstige architect Melchior Tatz. De kerk staat op enige meters afstand van de rooilijn van de straat en vormt samen met de naastgelegen gebouwen een klein voorplein. Ongewoon is dat het gebouw niet oostelijk maar westelijk georiënteerd is, hetgeen te maken heeft met de toebedeelde bouwgrond. Het kerkgebouw is als zaalkerk van baksteen gebouwd en bezit een rijk met zandstenen elementen versierde barokke gevel. Het portaal, waarboven zich een beeld van de patroonheilige bevindt, wordt omlijst door grote ramen. De kerk bezat een zeer fraai barok interieur, dat echter tijdens de Tweede Wereldoorlog verloren ging. De bijbehorende pastorie werd in 1717 gebouwd door de stadsbouwmeester Claus Stallknecht.
Met het inwerking treden van het Groß-Hamburg-Gesetz werd Altona in 1938 gevoegd bij het stadsgebied van Hamburg en werd de Jozefkerk een parochiekerk in Hamburg-Sankt Pauli.
Tijdens herhaaldelijke bombardementen in 1944 op de stad werd de kerk vrijwel geheel vernietigd. Het interieur brandde uit en het dak stortte in; slechts de gevel bleef zwaar beschadigd staan. De wederopbouw volgde van 1953 tot 1955 onder leiding van Georg Wellhausen. Alleen de siergevel van de kerk werd gerestaureerd, de rest werd geheel nieuw opgebouwd. De kerk kreeg vooralsnog een moderne inrichting, maar in de jaren 1977-1978 werd het kerkgebouw opnieuw van een barokke inrichting voorzien om weer iets van het oorspronkelijk uitbundige karakter van de ruimte terug te geven. Tegenwoordig domineert het grote hoofdaltaar de kerkruimte, dat met de beide zijaltaren en de zachte kleuren van de muren de oude glorie van de kerk probeert te herstellen.
De kerk staat midden in de wijk der Kiez en wordt omgeven door de rosse buurt van Sankt Pauli. De discotheken en de snackbars herinneren weinig aan de oude bebouwing van Altona.

## Het orgel
Het orgel staat op de bovenste van de twee galerijen. Het driemanualige barokke instrument bezit 33 klinkende registers.

## Trivia
Van 1796 tot zijn dood in 1808 werkte in de kerk tijdens zijn verbanning de bisschop van Metz, kardinaal Louis-Joseph Montmorency-Laval (1724-1808). De aartsbisschop stierf tijdens zijn ballingschap in Altona en werd in crypte van de kerk bijgezet. De kardinaal celebreerde er regelmatig heilige missen en stond bekend om zijn vrijgevigheid. Bijna een eeuw later, op 4 juli 1900, werden zijn stoffelijke resten overgebracht en begraven in de crypte van de kathedraal van Metz.